# Rui Vieira
 (août 2018).
Si vous disposez d'ouvrages ou d'articles de référence ou si vous connaissez des sites web de qualité traitant du thème abordé ici, merci de compléter l'article en donnant les références utiles à sa vérifiabilité et en les liant à la section « Notes et références ».
 (août 2018).
Pour les articles homonymes, voir Vieira.
Rui Vieira OIH • ComMAI, né Rui Manuel da Silva Vieira à São Martinho (Funchal), Madère, le 29 mars 1926 et mort à Funchal le 29 août 2009, est un ingénieur agronome et homme politique portugais.

## Biographie
Rui Vieira est né le 29 mars 1926, dans le quartier de São Martinho, dans la municipalité de Funchal.
En 1951, il est diplômé ingénieur agronome de l'Institut supérieur d'agronomie à l'Université technique de Lisbonne, après avoir fait un stage durant ses études de premier cycle au sein du Conseil d'administration des Exportateurs de Fruits et Légumes de l'Île de Madère, sur la « mouche de fruit », Ceratitis capitata. Il obtint la note finale de 19/20, ce qui lui  permit de représenter son pays lors d'une conférence à Alger.
Durant la période entre la fin de sa formation, ses stages et son premier emploi, Rui Vieira a publié plusieurs textes sur les insectes nuisibles comme la mouche de fruit (1949), la mouche blanche des agrumes (1950), les insectes nuisibles à la vigne (1951), et des études sur les fourmis blanches (1952).
Il participe en 1952, en tant qu'ingénieur agronome de 2e classe, dans les Services Agricoles (département agraire), à l'Assemblée Générale du District Autonome de Funchal. Entre la fin de son cursus et le début de sa carrière professionnelle, il publie une partie de son travail portant sur l'entomologie, sur les fléaux touchant les agrumes, les fruits et la vigne, mais cela ne sera qu'à partir de 1952, année où il publie sous forme de livre son travail de stage, qu'il mènera d'importants travaux dans les domaines de la santé des végétaux, de l'horticulture, de l'arboriculture et de la viticulture.
En 1954, il est nommé directeur de l'École Pratique Élémentaire de l'Agriculture, et travaille au Palais de la Zinos, situé à proximité de Baixo, dans la municipalité de Ponta do Sol, où il a formé de nombreux gestionnaires agricoles. Il est aussi nommé Président du Comité de distribution des aides, qu'il dirigera pendant neuf ans, et organisera la distribution des dons collectés par les institutions gouvernementales.
Le conseil général du District Autonome de Funchal, sous la présidence de l'Ingénieur Antonio Camacho Teixeira de Sousa, crée en 1960 la Quinta Reid ou Quinta de la Bonne Réussite, dont dépend la Quinta das Cruzes et son jardin d'orchidées, le Jardin Botanique de Madère et nomme Rui Vieira comme premier directeur. Le Gouvernement régional, par la Résolution no 1081/2009, 10 septembre, donne son nom au Jardin Botanique. Durant la même année, il occupe également plusieurs fonctions dans le Bureau de la Coordination Économique, qui est un organe consultatif du Conseil Général.
De 1965 à 1969, il a été député à l'Assemblée nationale, et entre les mois de février 1971 et septembre 1974, Président de l'assemblée générale du District autonome de Funchal.
Il est élu député au Parlement européen du 31 octobre 1995 au 17 janvier 1997, en tant qu'indépendant par le CDS/PP, en intégrant le Groupe UPE (Union pour l'Europe), où il a été membre des comités suivants :
- Commission des Affaires sociales et de l'emploi (novembre 1995 à janvier 1997) (titulaire) ;
- Commission institutionnelle (janvier 1997) (titulaire) ;
- Délégation pour les relations avec le sud-est de l'Europe (octobre 1995 à janvier 1997) (titulaire) ;
- Commission institutionnelle (novembre 1995 à janvier 1997) (suppléant) ;
- Commission de l'environnement, de la santé publique et de la protection des consommateurs (mars 1996 à janvier 1997) (suppléant)
- Commission des budgets (janvier 1997) (suppléant).

Il a été Président du Conseil d'administration de la section régionale du bois de l' Ordre des ingénieurs de 1998 à 2001.
Il est mort le 29 août 2009.

### Décorations
- Officier de l'Ordre de l'Infant Dom Henri de Portugal (12 août 1964)
- Commandeur de l'Ordre Civil du Mérite Agricole et Industriel de la Classe Agricole de Portugal (10 juin 1991)